# Prosper Môquet
Pour les articles homonymes, voir Môquet.
Prosper François Môquet, né le 6 janvier 1897 à Chanteloup (Manche) et mort le 31 juillet 1986 à Bréhal (Manche), est un homme politique français.

## Biographie
Fils de petits agriculteurs de la Manche, Prosper Môquet est garçon de ferme quand, lors de la Première Guerre mondiale, il est envoyé au front en 1916, à l'âge de 19 ans. Il est incorporé au 36e régiment d'infanterie de ligne à Caen, puis il rejoint le 338e régiment d'infanterie sur la Somme. Il est blessé à Fère-en-Tardenois le 25 juillet 1918.
Démobilisé en septembre 1919, il s'installe à Paris et se fait embaucher comme cheminot sur le réseau de l'État. Le 19 juillet 1921, Prosper Môquet se marie avec Juliette Marguerite Marie Thelot, à Saint-Loup dans la Manche. Il milite à partir de 1923 au syndicat CGTU et devient à partir de 1933 délégué du personnel, délégué à la sécurité, membre de la commission administrative, puis secrétaire adjoint de la fédération unitaire des cheminots lors de la fusion entre CGT et CGTU. 
Entré au Parti communiste français en 1926, il est élu député de la Seine pour la circonscription du 17e arrondissement de Paris en 1936. Arrivé en deuxième position au premier tour derrière le candidat de l'entente républicaine Fourès, il est élu au second tour avec 54,92 % des voix.
Lors du déclenchement de la guerre d'Espagne, durant l'été 1936, il se déplace à Hendaye avec sa famille « pour assurer la liaison avec les camarades [communistes] espagnols ».
À la Chambre des députés, il fait partie de plusieurs commissions : aéronautique, comptes et économie, législation civile et criminelle. Il intervient dans la discussion du budget pour l'exercice de 1939, où il soutient un amendement relatif aux sanctions consécutives à la grève du 30 novembre 1938. Il dépose une demande d'interpellation sur la situation des réfugiées des brigades internationales dans les camps de concentration.
À la suite de la dissolution du Parti communiste par le gouvernement Daladier, le 26 septembre 1939, il ne dénonce pas le pacte germano-soviétique et participe à la constitution légale du Groupe ouvrier et paysan français en remplacement du groupe communiste à la Chambre des députés. Membre de ce nouveau groupe, il est arrêté le 8 octobre 1939 et déchu de son mandat le 21 janvier 1940. Dans le cadre du procès à huis clos contre 44 députés de ce groupe, il est condamné le 3 avril 1940, par le 3e tribunal militaire de Paris, avec 35 autres de ses camarades, à cinq ans de prison, 4 000 francs d'amende et cinq ans de privation de ses droits civiques et politiques, pour « […] infraction [au] décret de dissolution des organisations communistes » et propagation des « mots d'ordre de la IIIe Internationale »,
Prosper Môquet est déporté en mars 1941, avec les 26 autres députés du « Chemin de l'Honneur », au bagne de Maison-Carrée en Algérie. C'est pendant son incarcération qu'il apprend que son fils Guy, âgé de 17 ans, militant communiste lui aussi, a été fusillé le 22 octobre 1941 à Châteaubriant. Traumatisé par le décès de Guy Môquet, le second fils de Prosper et Juliette Môquet, Serge Michel Môquet, décède le 19 avril 1944 d'une méningite.
Libéré en février 1943 après le débarquement allié en Afrique du Nord et l'arrivée de De Gaulle à Alger, il devient après la guerre, député de l'Yonne d'octobre 1945 à avril 1951. 
Le 30 mai 1956, Prosper Môquet et son épouse sont victimes d'un accident de voiture lors duquel Juliette Môquet trouve la mort. 
Prosper Môquet se remarie en 1960 et adopte la fille de son épouse âgée alors de sept ans.

## Mandats
- 3 mai 1936 - 21 janvier 1940 : député de la Seine - communiste[5].
- 21 octobre 1945 - 10 juin 1946 : député de l'Yonne - communiste[5].
- 2 juin 1946 - 27 novembre 1946 : député de l'Yonne - communiste[5].
- 10 novembre 1946 - 4 juillet 1951 : député de l'Yonne - communiste[5].

## Sources
- « Prosper Môquet », dans le Dictionnaire des parlementaires français (1889-1940), sous la direction de Jean Jolly, PUF, 1960 [détail de l’édition].
- Dictionnaire des parlementaires français, tome VII, Presses universitaires de France, Paris, 1972.